# Stožec
Stožec település Csehországban, a Prachaticei járásban. Stožec Volary, Želnava, Nová Pec, Strážný, Lenora és Haidmühle településekkel határos. Lakosainak száma 214 fő (2024. január 1.).

## Népesség
A település lakosságának változását az alábbi diagram mutatja:
| Lakosok száma | 2609 | 2847 | 2731 | 599  | 213  | 219  | 200  | 201  | 201  | 214  |
|               | 1869 | 1890 | 1921 | 1950 | 1980 | 2001 | 2017 | 2019 | 2022 | 2024 |